# Bala canto-vivo

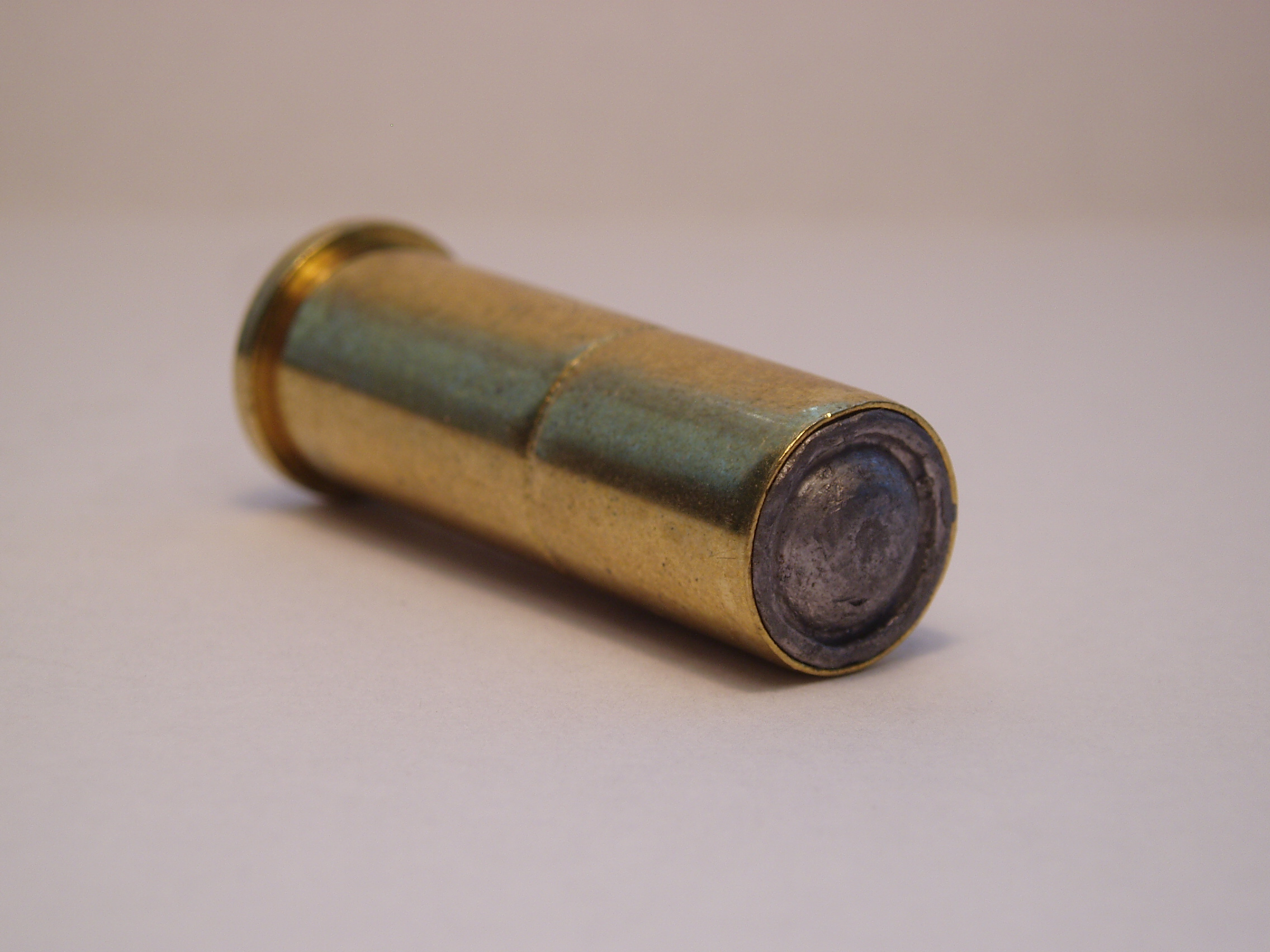
Exemplo de uma bala canto-vivo no calibre .38 completo ("full Wadcutter")

Uma bala canto-vivo ("wadcutter" ou "WC"  em inglês) é uma bala de ponta plana de propósito especial, projetada especificamente para atirar em alvos de papel, geralmente de perto e em velocidades subsônicas normalmente abaixo de 900 pés/s (274 m/s). As canto-vivo também encontraram preferência para uso em armas de autodefesa, como revólveres de cano curto calibre .38, onde, devido ao comprimento do cano, as velocidades máximas dos projéteis são geralmente baixas, normalmente abaixo de 900 pés/s (274 m/s), e maior letalidade é desejada. Wadcutters são frequentemente usados em competições de tiro usando revólveres.

## Características

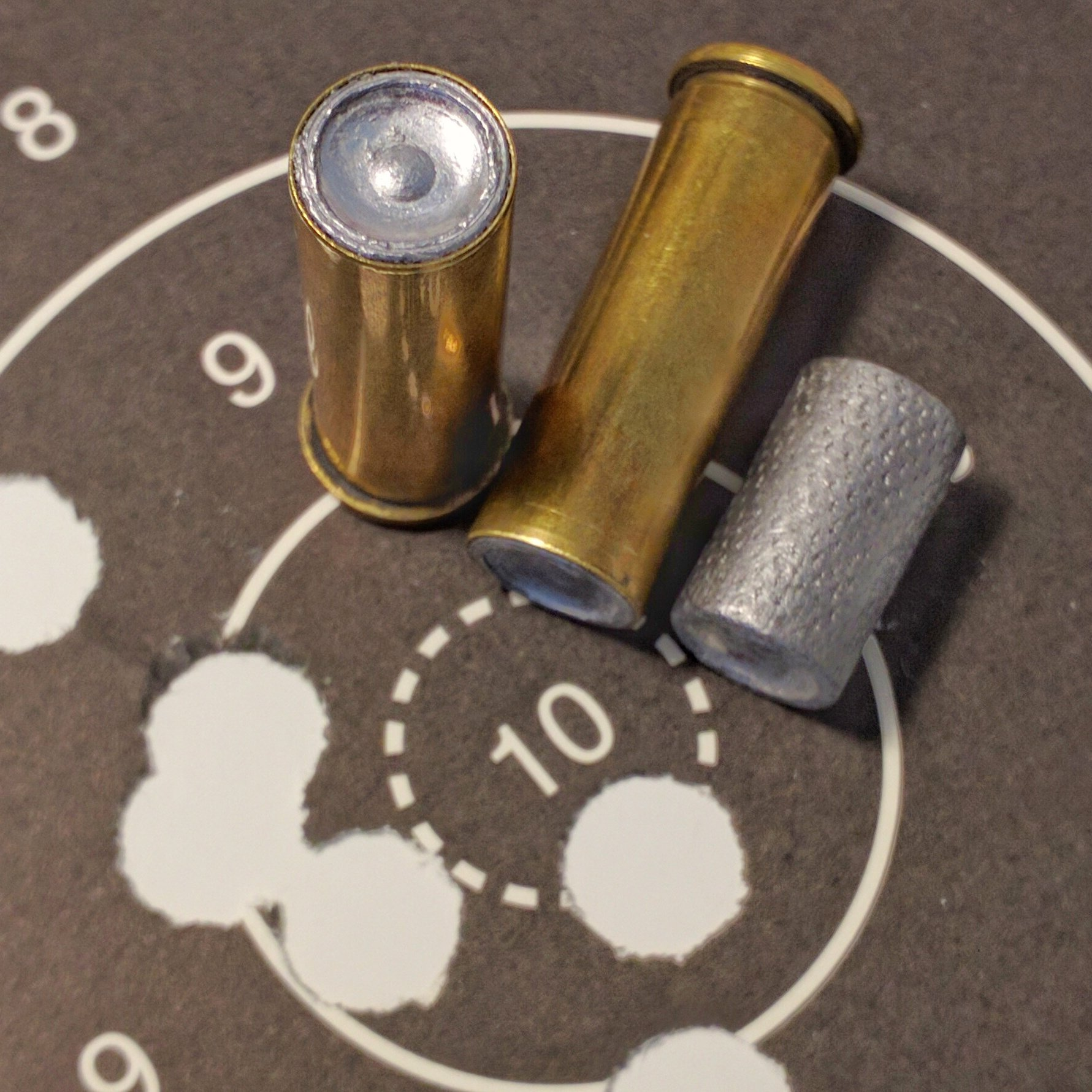
Exemplares de balas canto-vivo no calibre .38.

Uma bala canto-vivo tem a ponta plana ou quase plana que normalmente é tão larga quanto o tamanho do calibre ou apenas ligeiramente menor em diâmetro do que o tamanho do calibre. Para o tiro ao alvo, uma canto-vivo faz um buraco bem limpo no alvo de papel, tornando mais fácil marcar e idealmente reduzindo os erros ao marcar o alvo em favor do atirador. Como a bala canto-vivo não é adequada para alimentação de um carregador, as canto-vivo são normalmente usadas apenas em revólveres ou em pistolas semiautomáticas especialmente projetadas, embora nem sempre seja o caso, pois algumas canto-vivo podem ter perfis de ponta de bala arredondada.

## Precisão
A distância máxima de precisão das canto-vivo varia consideravelmente com o formato da ponta da bala. As canto-vivo de calibre completo ("full Wadcutter") são adequadas apenas para uso em distâncias curtas, normalmente não sendo usadas em distâncias superiores a 25 jardas (22,9 metros), onde a precisão é especialmente desejável. Em distâncias além de  50 jardas (45,7 metros), as canto-vivo de calibre total tornam-se altamente imprecisas, enquanto balas canto-vivo com ponta parcialmente arredondada são um pouco mais precisas. Por outro lado, as canto-vivo de calibre completo ("full Wadcutter") tendem a ter maior letalidade para fins de caça ou autodefesa.

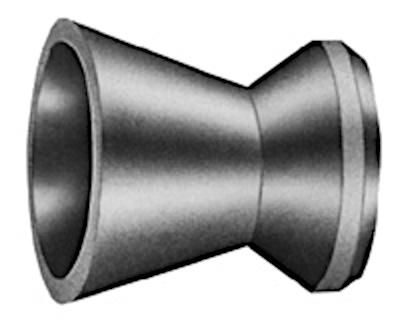
Exemplo de um chumbinho canto-vivo.

## Em armas de pressão
As armas de pressão usadas para competições de rifle de ar a 10 metros e pistola de ar a 10 metros geralmente disparam chumbinhos canto-vivo com velocidade de saída do cano em torno de 570 pés/s (170 m/s). O uso de chumbinhos canto-vivo no design que ficou conhecido como "diabolo" é quase universal no tiro ao alvo com armas de pressão, onde alvos de papel são usados, a distâncias de 25 metros ou menos.